# Vlag van de West-Indische Federatie

Vlag van de West-Indische Federatie (ratio 1:2)

De vlag van de West-Indische Federatie was net zo lang in gebruik als dat de federatie bestond: van 3 januari 1958 tot 31 mei 1962.
In sommige bronnen is de blauwe kleur lichter weergegeven.
De federatie bestond uit de volgende landen: Antigua en Barbuda, Barbados, Dominica, Grenada , Jamaica, (waarvan de Kaaimaneilanden en de Turks- en Caicoseilanden afhankelijke gebieden waren), Montserrat, Saint Christopher, Nevis en Anguilla (het huidige Saint Kitts en Nevis en Anguilla), Saint Lucia, Saint Vincent en de Grenadines en Trinidad en Tobago. Al deze gebieden waren destijds Britse afhankelijke territoria.
Anguilla · Britse Benedenwindse Eilanden · Britse Bovenwindse Eilanden · Californië · Geconfedereerde Staten van Amerika · Los Altos · Miskitokust · Nederlandse Antillen · Republiek van de Rio Grande · Saint Christopher, Nevis en Anguilla · Sonora · Texas · Verenigde Staten van Centraal-Amerika · Vermont · Republiek West-Florida · West-Indische Federatie · Republiek Yucatán